# Estados Unidos en los Juegos Olímpicos de Tokio 2020
Estados Unidos estuvo representado en los Juegos Olímpicos de Tokio 2020 por un total de 614 deportistas, 282 hombres y 332 mujeres, que compitieron en 35 deportes.
Los portadores de la bandera en la ceremonia de apertura fueron el jugador de béisbol Eddy Álvarez y la jugadora de baloncesto Sue Bird.

## Medallistas
El equipo olímpico estadounidense obtuvo las siguientes medallas:
| Nombre                                                                                            | Deporte            | Competición               |
| ------------------------------------------------------------------------------------------------- | ------------------ | ------------------------- |
| Oro                                                                                               |                    |                           |
| Ryan Crouser                                                                                      | Atletismo          | Peso M                    |
| Michael Cherry Michael Norman Bryce Deadmon Rai Benjamin                                          | Atletismo          | 4 × 400 m M               |
| Athing Mu                                                                                         | Atletismo          | 800 m F                   |
| Sydney McLaughlin                                                                                 | Atletismo          | 400 m vallas F            |
| Katie Nageotte                                                                                    | Atletismo          | Salto con pértiga F       |
| Valarie Allman                                                                                    | Atletismo          | Disco F                   |
| Sydney McLaughlin Allyson Felix Dalilah Muhammad Athing Mu                                        | Atletismo          | 4 × 400 m F               |
| Equipo                                                                                            | Baloncesto         | Torneo M                  |
| Equipo                                                                                            | Baloncesto         | Torneo F                  |
| Stefanie Dolson Allisha Gray Kelsey Plum Jacquelyn Young                                          | Baloncesto 3 × 3   | Torneo F                  |
| Jennifer Valente                                                                                  | Ciclismo en pista  | Ómnium F                  |
| Lee Kiefer                                                                                        | Esgrima            | Florete individual M      |
| Sunisa Lee                                                                                        | Gimnasia artística | Concurso individual F     |
| Jade Carey                                                                                        | Gimnasia artística | Suelo F                   |
| Xander Schauffele                                                                                 | Golf               | Individual M              |
| Nelly Korda                                                                                       | Golf               | Individual F              |
| David Taylor                                                                                      | Lucha libre        | 86 kg M                   |
| Gable Steveson                                                                                    | Lucha libre        | 125 kg M                  |
| Tamyra Mensah                                                                                     | Lucha libre        | 68 kg F                   |
| Caeleb Dressel                                                                                    | Natación           | 50 m libre M              |
| Caeleb Dressel                                                                                    | Natación           | 100 m libre M             |
| Caeleb Dressel                                                                                    | Natación           | 100 m mariposa M          |
| Robert Finke                                                                                      | Natación           | 800 m libre M             |
| Robert Finke                                                                                      | Natación           | 1500 m libre M            |
| Chase Kalisz                                                                                      | Natación           | 400 m estilos M           |
| Caeleb Dressel Blake Pieroni Bowen Becker Zachary Apple                                           | Natación           | 4 × 100 m libre M         |
| Ryan Murphy Michael Andrew Caeleb Dressel Zachary Apple                                           | Natación           | 4 × 100 m estilos M       |
| Katie Ledecky                                                                                     | Natación           | 1500 m libre F            |
| Katie Ledecky                                                                                     | Natación           | 800 m libre F             |
| Lydia Jacoby                                                                                      | Natación           | 100 m braza F             |
| Nevin Harrison                                                                                    | Piragüismo         | C1 200 m F                |
| Carissa Moore                                                                                     | Surf               | Individual F              |
| Anastasija Zolotic                                                                                | Taekwondo          | –57 kg F                  |
| William Shaner                                                                                    | Tiro               | Rifle de aire 10 m M      |
| Vincent Hancock                                                                                   | Tiro               | Skeet M                   |
| Amber English                                                                                     | Tiro               | Skeet F                   |
| Equipo                                                                                            | Voleibol           | Torneo F                  |
| April Ross Alexandra Klineman                                                                     | Vóley playa        | Torneo F                  |
| Equipo                                                                                            | Waterpolo          | Torneo F                  |
| Plata                                                                                             |                    |                           |
| Fred Kerley                                                                                       | Atletismo          | 100 m M                   |
| Kenneth Bednarek                                                                                  | Atletismo          | 200 m M                   |
| Grant Holloway                                                                                    | Atletismo          | 110 m vallas M            |
| Rai Benjamin                                                                                      | Atletismo          | 400 m vallas M            |
| Christopher Nilsen                                                                                | Atletismo          | Salto con pértiga M       |
| Joe Kovacs                                                                                        | Atletismo          | Peso M                    |
| Kendra Harrison                                                                                   | Atletismo          | 100 m vallas F            |
| Dalilah Muhammad                                                                                  | Atletismo          | 400 m vallas F            |
| Courtney Frerichs                                                                                 | Atletismo          | 3000 m obstáculos F       |
| Brittney Reese                                                                                    | Atletismo          | Salto de longitud F       |
| Raven Saunders                                                                                    | Atletismo          | Peso F                    |
| Javianne Oliver Teahna Daniels Jenna Prandini Gabrielle Thomas                                    | Atletismo          | 4 × 100 m F               |
| Equipo                                                                                            | Béisbol            | Torneo M                  |
| Duke Ragan                                                                                        | Boxeo              | Pluma (57 kg) M           |
| Keyshawn Davis                                                                                    | Boxeo              | Ligero (63 kg) M          |
| Richard Torrez                                                                                    | Boxeo              | Superpesado (+91 kg) M    |
| Hannah Roberts                                                                                    | Ciclismo BMX       | Estilo libre F            |
| Nathaniel Coleman                                                                                 | Escalada           | Combinada M               |
| MyKayla Skinner                                                                                   | Gimnasia artística | Salto de potro F          |
| Simone Biles Jordan Chiles Sunisa Lee Grace Mc Callum                                             | Gimnasia artística | Equipo F                  |
| Katherine Nye                                                                                     | Halterofilia       | 76 kg F                   |
| Adrienne Lyle (Salvino) Steffen Peters (Suppenkasper) Sabine Schut-Kery (Sanceo)                  | Hípica             | Doma por equipos          |
| Laura Kraut (Baloutinue) Jessica Springsteen (Don Juan van de Donkhoeve) McLain Ward (Contagious) | Hípica             | Saltos por equipos        |
| Kyle Snyder                                                                                       | Lucha libre        | 97 kg M                   |
| Adeline Gray                                                                                      | Lucha libre        | 76 kg F                   |
| Ryan Murphy                                                                                       | Natación           | 200 m espalda M           |
| Jay Litherland                                                                                    | Natación           | 400 m estilos M           |
| Lilly King                                                                                        | Natación           | 200 m braza F             |
| Regan Smith                                                                                       | Natación           | 200 m mariposa F          |
| Alexandra Walsh                                                                                   | Natación           | 200 m estilos F           |
| Emma Weyant                                                                                       | Natación           | 400 m estilos F           |
| Katie Ledecky                                                                                     | Natación           | 400 m libre F             |
| Erica Sullivan                                                                                    | Natación           | 1500 m libre F            |
| Allison Schmitt Paige Madden Katie McLaughlin Katie Ledecky                                       | Natación           | 4 × 200 m libre F         |
| Regan Smith Lydia Jacoby Torri Huske Abbey Weitzeil                                               | Natación           | 4 × 100 m estilos F       |
| Andrew Capobianco Michael Hixon                                                                   | Saltos             | Trampolín 3 m sincro. M   |
| Jessica Parratto Delaney Schnell                                                                  | Saltos             | Plataforma 10 m sincro. F |
| Equipo                                                                                            | Sóftbol            | Torneo F                  |
| Kayle Browning                                                                                    | Tiro               | Foso F                    |
| Lucas Kozeniesky Mary Tucker                                                                      | Tiro               | Rifle de aire 10 m F      |
| Katie Zaferes Kevin McDowell Taylor Knibb Morgan Pearson                                          | Triatlón           | Relevo mixto              |
| Bronce                                                                                            |                    |                           |
| Noah Lyles                                                                                        | Atletismo          | 200 m M                   |
| Paul Chelimo                                                                                      | Atletismo          | 5000 m M                  |
| Gabrielle Thomas                                                                                  | Atletismo          | 200 m F                   |
| Allyson Felix                                                                                     | Atletismo          | 400 m F                   |
| Raevyn Rogers                                                                                     | Atletismo          | 800 m F                   |
| Molly Seidel                                                                                      | Atletismo          | Maratón F                 |
| Trevor Stewart Kendall Ellis Kaylin Whitney Vernon Norwood                                        | Atletismo          | 4 × 400 m F               |
| Oshae Jones                                                                                       | Boxeo              | Wélter (64–69 kg) F       |
| Megan Jastrab Jennifer Valente Chloé Dygert Emma White Lily Williams                              | Ciclismo en pista  | Persecución por equipos F |
| Race Imboden Nick Itkin Alexander Massialas Gerek Meinhardt                                       | Esgrima            | Florete por equipos F     |
| Equipo                                                                                            | Fútbol             | Torneo F                  |
| Sunisa Lee                                                                                        | Gimnasia artística | Barras asimétricas F      |
| Simone Biles                                                                                      | Gimnasia artística | Barra de equilibrio F     |
| Sarah Robles                                                                                      | Halterofilia       | +87 kg F                  |
| Ariel Torres Gutierrez                                                                            | Karate             | Kata M                    |
| Thomas Gilman                                                                                     | Lucha libre        | 57 kg M                   |
| Kyle Dake                                                                                         | Lucha libre        | 74 kg M                   |
| Sarah Hildebrandt                                                                                 | Lucha libre        | 50 kg F                   |
| Helen Maroulis                                                                                    | Lucha libre        | 57 kg F                   |
| Ryan Murphy                                                                                       | Natación           | 100 m espalda M           |
| Kieran Smith                                                                                      | Natación           | 400 m estilos M           |
| Hali Flickinger                                                                                   | Natación           | 200 m mariposa F          |
| Hali Flickinger                                                                                   | Natación           | 400 m estilos F           |
| Regan Smith                                                                                       | Natación           | 100 m espalda F           |
| Erika Brown Abbey Weitzeil Natalie Hinds Simone Manuel                                            | Natación           | 4 × 100 m libre F         |
| Lilly King                                                                                        | Natación           | 100 m braza F             |
| Annie Lazor                                                                                       | Natación           | 200 m braza F             |
| Kate Douglass                                                                                     | Natación           | 200 m estilos F           |
| Krysta Palmer                                                                                     | Saltos             | Trampolín 3 m F           |
| Jagger Eaton                                                                                      | Skateboarding      | Calle M                   |
| Cory Juneau                                                                                       | Skateboarding      | Parque M                  |
| Brian Burrows Madelynn Bernau                                                                     | Tiro               | Foso mixto                |
| Katie Zaferes                                                                                     | Triatlón           | Individual F              |